# Roger Robert
Roger Aimé Robert (Allichamps, 4 agosto 1899 – Nizza, 19 luglio 1956) è stato un ingegnere francese, che fu direttore tecnico della Société CAPRA, poi divenuta MATRA, e progettò il primo missile aria-aria francese, lo R 511, e il successivo R.530, utilizzato dai velivoli dell'Armée de l'air e di molti altri paesi.

## Biografia

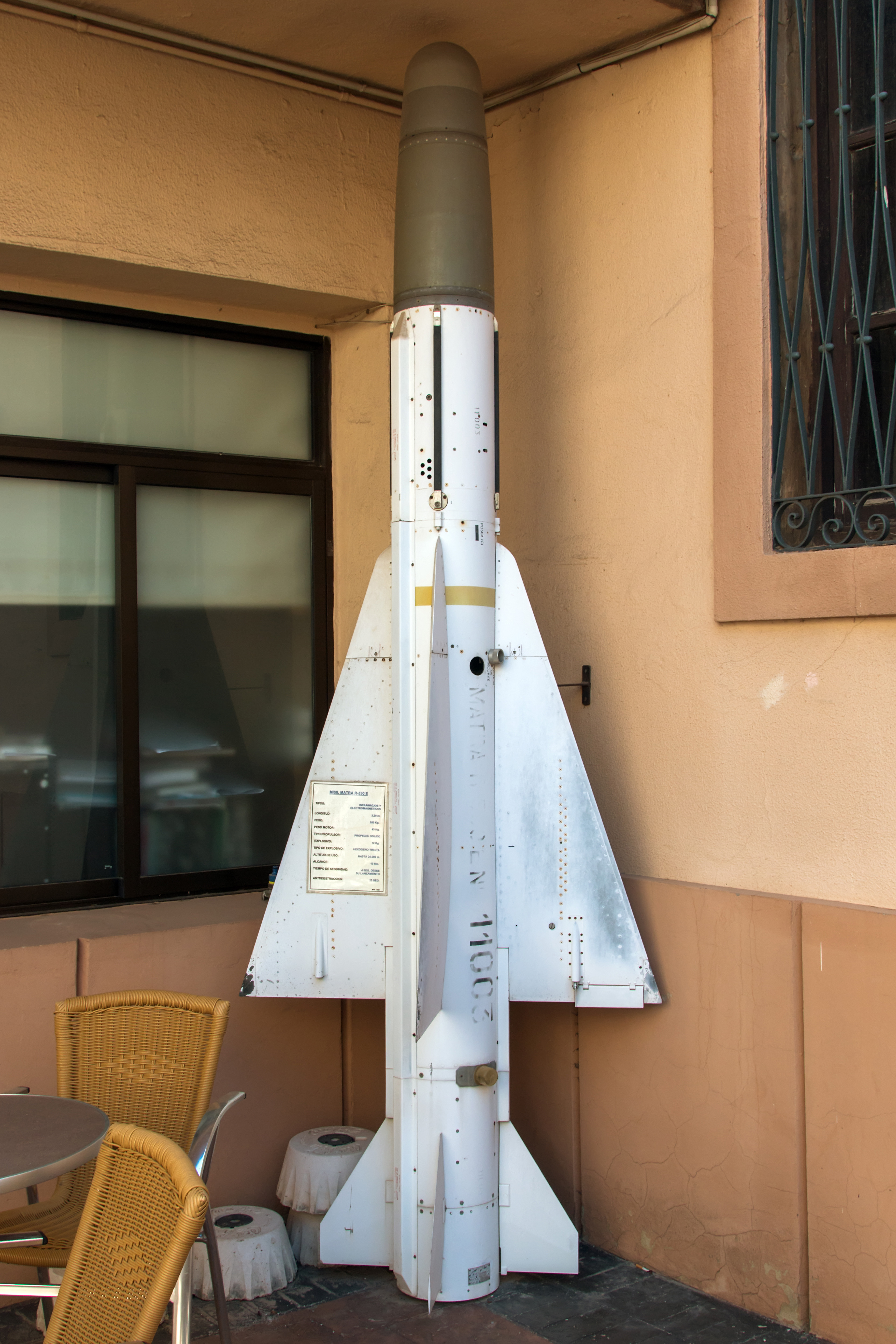
Un missile aria-aria Matra R.530.

Nacque a Allichamps, Alta Marna, il 4 agosto 1899. Nel 1922 partecipò alla missione ufficiale di Antoine de Boysson in Giappone, per vendere aeroplani (tra gli altri caccia Nieuport 29).
Nel 1927 iniziò a lavorare per la società CPA (Chantier Provence Aviation) fondata da Adolphe Bernard, e poi fu rapidamente incorporato come aiutante presso l'ufficio studi per gli aerei da competizione della Société des Avions Bernard (SAB).  Ha lavorato su tutti i velivoli da competizione costruiti all'epoca dalla SAB, in particolare sul Bernard 191GR "Oiseau Canari", che attraversò l'Oceano Atlantico da ovest a est con Jean Assolant, René Lefèvre e Armand Lotti. Si distinse anche nel lavoro di progettazione di diversi modelli di idrovolanti ad alta velocità destinati a partecipare alla coppa Schneider, e sul modello V.4, destinato a conquistare il record mondiale di velocità per velivoli terrestri, che non andò mai in volo a causa delle difficoltà finanziari in cui si dibatteva l'azienda.
Nel 1934 fu contattato dalle autorità giapponesi e venne assunto dalla Nakajima Hikōki, per progettare un aereo da caccia, il Ki-12, e per questo rimase due anni in Giappone (1934-1936). Appena completato il prototipo gli fu interdetto l'accesso in fabbrica da parte dei servizi segreti giapponesi, e  lui e la sua famiglia furono imbarcati su una nave e rimandati in Francia nel corso del 1936.
Ritornato in Patria venne contattato da Marcel Chassagny che aveva in programma di rilanciare la defunta compagnia aeronautica, utilizzando i locali vuoti della SAB per lavori di subappalto da altre aziende aeronautiche.
Nominato capo dell'ufficio di progettazione e direttore tecnico della CAPRA (Compagnie Anonyme de Production et Réalisation Aéronautique) propose subito lo studio di un primo aereo, denominato CAPRA RR che dovrebbe dovuto partecipare alla Coupe Deutsch de la Meurthe che si doveva svolgere nell'autunno del 1939. Mise allo studio anche un altro apparecchio, in risposta ad un requisito emesso dalle autorità militari all'inizio del 1939. Si trattava del caccia pesante biposto CAPRA R-40, di cui fu ordinata la costruzione di un prototipo. Dello R.40 venne ordinato e realizzato un modello in scala definitivo, e furono costruite parti del prototipo che non poté essere terminato a causa della caduta della Francia e la successiva firma dell'armistizio di Compiègne. Le clausole armistiziali impedirono all'azienda, che era stata evacuata nel Bearn, di continuare i lavori.
La sua carriera presso la CAPRA continuò anche dopo la fine della seconda guerra mondiale con la progettazione di numerosi tipi di aerei, nessuno dei quali fu costruito. Quando la CAPRA divenne MATRA (Société Générale de Mécanique Aviation TRAction) studiò ancora la progettazione di qualche modello di aereo, e quindi venne incaricato dalla  STAé di progettare e realizzare missili aria-aria, e vari tipi di armamento per i velivoli di cui presentò i relativi brevetti. Egli non fu mai a favore della diversificazione della società per l'industria automobilistica. Si ritirò a vita privata a Nizza nel 1965, dove si spense il 26 agosto 1986.  Sposato con la signora Germaine Clausse era padre di una ragazza che ha lavorato come montatore nella produzione di film.

## Progetti

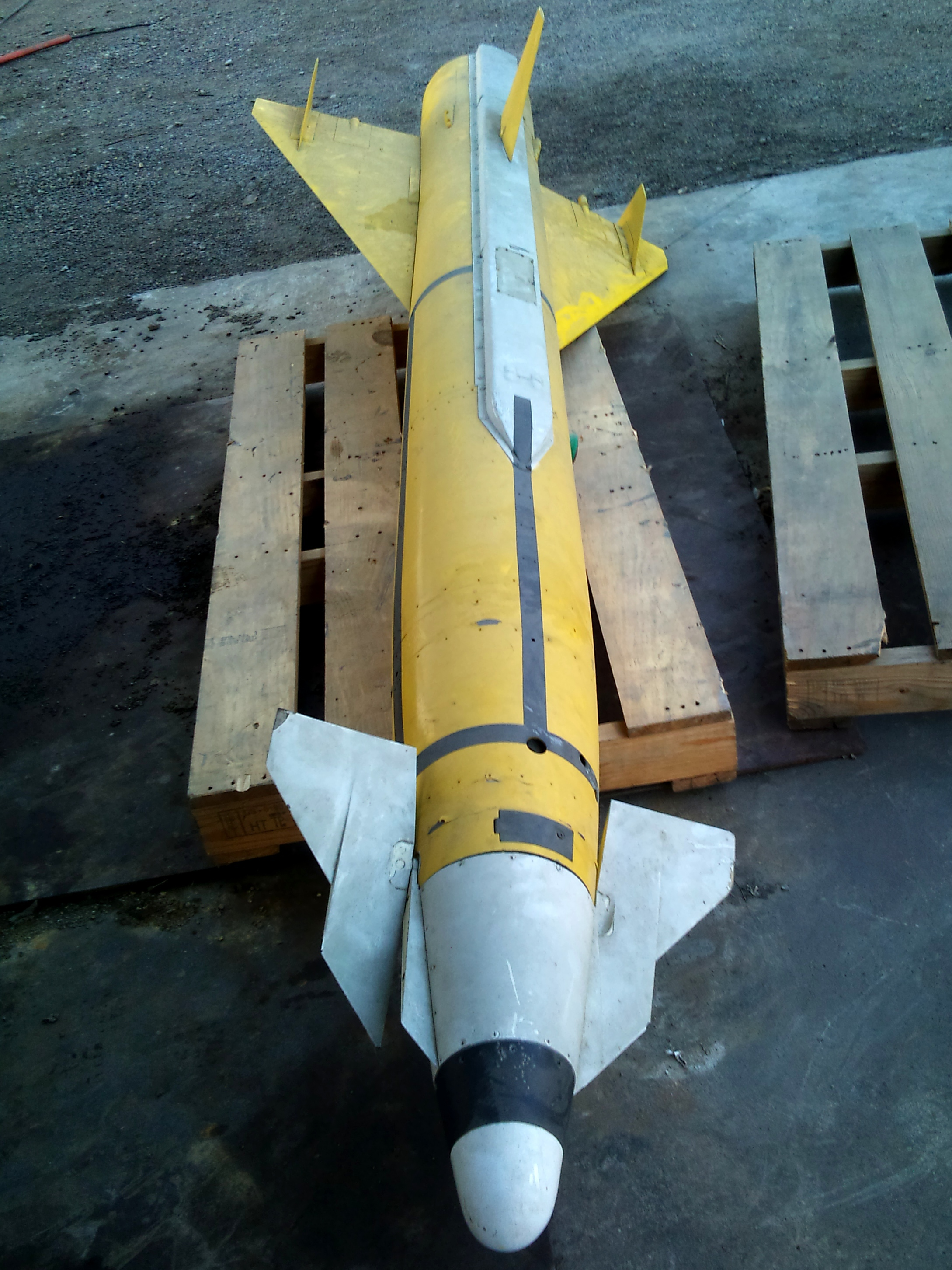
Un missile aria-aria Matra R.511.

- Capra R.10: velivolo sconosciuto,   forse un aereo da record  concepito in collaborazione con gli Etablissements Vermorel.[1]
- Capra R.20 o S 200 o RR: aereo da record praticamente terminato nel 1939.[1]
- Capra R.30 o R.300 (a volte denominato R.46): versione da caccia leggera e addestramento del precedente R.20.[1]
- Capra R.40 o R.400 C2: caccia pesante commissionato nel 1939, equipaggiato con due propulsori  Hispano-Suiza HS 12Y50/51.[1]
- Capra R.41: versione del precedente modello con motori Hispano-Suiza HS 12Z 89.[1]
- Capra R.46. Velivolo derivato dal precedente R.40.[1]
- Capra R.50: progetto sconosciuto.[1]
- Capra R.60:progetto sconosciuto.[1]
- Capra R. 70: progetto sconosciuto, da cui derivarono i R.74 e R.75.[1]
- Matra R.74: prima versione monomotore del successivo R.75.[1]
- Matra R.75: velivolo da turismo bimotore mono elica.[1]
- Matra R.80: idrovolante postale transatlantico trimotore progettato nel 1941, da costruirsi in Portogallo (allora neutrale).  Tale velivolo doveva essere lanciato a Lisbona da una catapulta e raggiungere New York.[2]
- Matra R.90: idrovolante postale transatlantico bi fusoliera quadrimotore.[1]
- Matra R.100: aereo da attacco a doppia trave di coda, dotato di motore propulsivo, derivato dallo R 75.[1]
- Matra R.110: aereo da attacco a doppia trave di coda, dotato di motore propulsivo, derivato dallo R 75.[1]
- Matra R.120: progetto sconosciuto, probabilmente una versione del precedente R.110 dotato di propulsione a reazione.[1]
- Matra R.130: progetto di un velivolo sperimentale, dotato di propulsione mista con un reattore e uno statoreattore.[1]

### Fonti
1. 1 2 3 4 5 6 7 8 9 10 11 12 13 14 15 16 17 18 19 20 21 22 23 24 25 26 27  Aerophile.
2. 1 2 3 4 5  Liron 1990, p. 17.
3. ↑  Liron 1990, p. 111.
4. ↑  Liron 1990, p. 34.
5. 1 2  Vehiculesanciens.